# Olympias II av Epirus
Olympias II av Epirus, död 235 f.Kr, var drottning av Epirus som gift med sin halvbror Alexander II av Epirus. Hon regerade Epirus från sin makes död 242 till hennes son Pyrrhus II av Epiros förklarades myndig 239 f.Kr. 